# Gnatostomate
Gnathostomata (din greacă veche γνάθος, gnathos, „maxilar” și στόμα stoma, „gură”) reprezintă o infraîncrengătură⁠(d) de vertebrate, care cuprinde vertebratele cu maxilar. Aceasta cuprinde peștii, reptilele, amfibienii, păsările și mamiferele. 

## Clasificare
- supraclasă Tetrapoda
- supraclasă Osteichthyes
- clasă Chondrichthyes

## Legături externe
Materiale media legate de Gnathostomata la Wikimedia Commons